# Mori Building
Die Mori Building Company, Limited (jap. 森ビル株式会社 Mori Biru kabushiki gaisha) ist ein japanischer Immobilienverwalter mit Sitz in Tokio. Das 1959 gegründete Unternehmen befindet sich bis heute im Familienbesitz. Der Präsident und CEO von Mori Building ist seit 2015 Shingo Tsuji. Das Unternehmen hat seinen Sitz im Roppongi Hills Mori Tower im Gebiet Roppongi Hills des Stadtteils Roppongi in Tokio. Für das Geschäftsjahr mit Ende im März 2024 betrug der Umsatz 360,4 Mrd. Yen.

## Geschichte
Die Geschichte von Mori Building geht auf den Wirtschaftswissenschaftler Taikichirō Mori zurück, der sich 1959 aus seiner akademischen Karriere zurückzog, um sich der Immobilienentwicklung zu verschreiben. Die Besonderheit seiner Herangehensweise war der Fokus auf den Stahlbetonbau, da er der traditionellen Bauweise mit Holzgebäuden nach Erdbeben und Bombenangriffen kritisch gegenüberstand. Im Zuge der Explosion der Immobilienpreise in Japan ab der zweiten Hälfte der 1980er-Jahre stieg der Wert des Immobilienbesitzes des Unternehmens rasant, wodurch Mori Anfang der 1990er-Jahre mit einem Vermögen von damals 13 Milliarden US-Dollar zwischenzeitlich zum reichsten Menschen der Welt wurde.
Nach dem Tod von Taikichirō Mori im Jahr 1993 bestand zwischen seinen beiden Söhnen Minoru Mori und Akira Mori Uneinigkeit über den richtigen Weg zur Fortführung des Familienunternehmens. Daraufhin entschied man sich 1999, das Unternehmen zu teilen. Minoru Mori führte die Mori Building Company fort und konzentrierte sich weiterhin auf große und prestigereiche Milliarden-Projekte. Sein Bruder Akira Mori übernahm hingegen das Tochterunternehmen Mori Building Development und benannte es in Mori Trust um. Mit diesem wollte er den Fokus auf ambitionierte Großprojekte zurückfahren und stattdessen unter anderem kleinere Büroeinheiten entwickeln.

## Bauprojekte
- Ark Hills (1986)
- Atago Green Hills (2001)
- Roppongi Hills (2003)
- Holland Hills (2005)
- Omotesando Hills (2006)

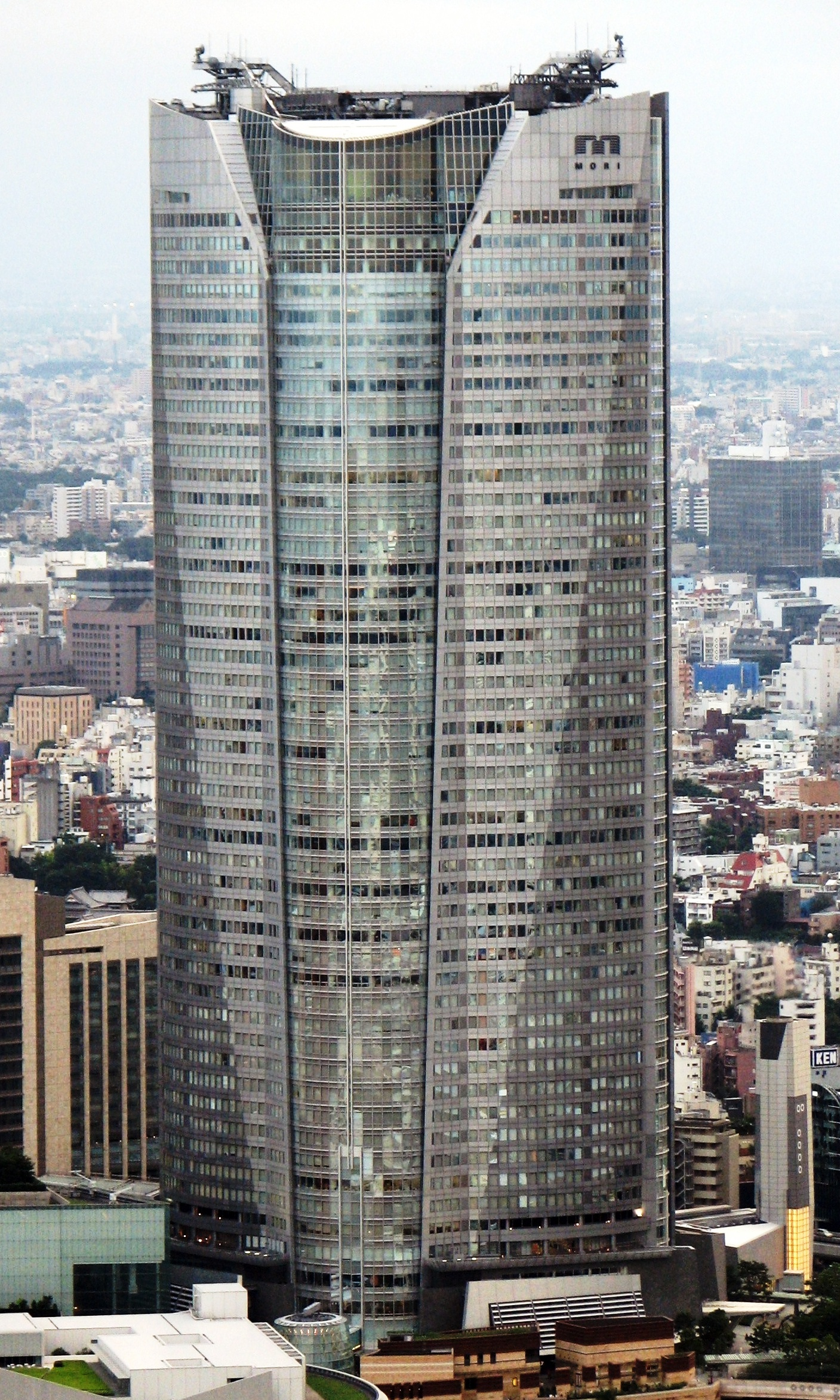
Roppongi Hills Mori Tower, Hauptsitz des Unternehmens und bedeutendstes Entwicklungsprojekt

- Shanghai World Financial Center (2008)
- Ark Hills Sengokuyama Mori Tower (2012)
- Toranomon Hills (2014)
- Jakarta Mori Tower (2022)
- Azabudai Hills (2023)